# Kosárlabda a 2011. évi nyári európai ifjúsági olimpiai fesztiválon
A 2011. évi nyári európai ifjúsági olimpiai fesztiválon a kosárlabda mérkőzéseit Trabzonban rendezték.

## Összesített éremtáblázat
| A 2011. évi nyári európai ifjúsági olimpiai fesztivál összesített éremtáblázata kosárlabdában | A 2011. évi nyári európai ifjúsági olimpiai fesztivál összesített éremtáblázata kosárlabdában | A 2011. évi nyári európai ifjúsági olimpiai fesztivál összesített éremtáblázata kosárlabdában | A 2011. évi nyári európai ifjúsági olimpiai fesztivál összesített éremtáblázata kosárlabdában | A 2011. évi nyári európai ifjúsági olimpiai fesztivál összesített éremtáblázata kosárlabdában | Olimpia  |
| --------------------------------------------------------------------------------------------- | --------------------------------------------------------------------------------------------- | --------------------------------------------------------------------------------------------- | --------------------------------------------------------------------------------------------- | --------------------------------------------------------------------------------------------- | -------- |
|                                                                                               | Ország                                                                                        | Arany                                                                                         | Ezüst                                                                                         | Bronz                                                                                         | Összesen |
| 1.                                                                                            | Belgium                                                                                       | 1                                                                                             | 0                                                                                             | 0                                                                                             | 1        |
|                                                                                               | Litvánia                                                                                      | 1                                                                                             | 0                                                                                             | 0                                                                                             | 1        |
| 3.                                                                                            | Franciaország                                                                                 | 0                                                                                             | 1                                                                                             | 0                                                                                             | 1        |
|                                                                                               | Szerbia                                                                                       | 0                                                                                             | 1                                                                                             | 0                                                                                             | 1        |
| 5.                                                                                            | Oroszország                                                                                   | 0                                                                                             | 0                                                                                             | 1                                                                                             | 1        |
|                                                                                               | Törökország                                                                                   | 0                                                                                             | 0                                                                                             | 1                                                                                             | 1        |
|                                                                                               |                                                                                               |                                                                                               |                                                                                               |                                                                                               |          |
| Összesen                                                                                      | Összesen                                                                                      | 2                                                                                             | 2                                                                                             | 2                                                                                             | 6        |

## Érmesek

### Férfi torna
| A 2011. évi nyári európai ifjúsági olimpiai fesztivál érmesei férfi kosárlabdában | A 2011. évi nyári európai ifjúsági olimpiai fesztivál érmesei férfi kosárlabdában | A 2011. évi nyári európai ifjúsági olimpiai fesztivál érmesei férfi kosárlabdában | A 2011. évi nyári európai ifjúsági olimpiai fesztivál érmesei férfi kosárlabdában |
| --------------------------------------------------------------------------------- | --------------------------------------------------------------------------------- | --------------------------------------------------------------------------------- | --------------------------------------------------------------------------------- |
| Arany                                                                             | Ezüst                                                                             | Bronz                                                                             |                                                                                   |
| Litvánia                                                                          | Szerbia                                                                           | Törökország                                                                       |                                                                                   |

### Női torna
| A 2011. évi nyári európai ifjúsági olimpiai fesztivál érmesei női kosárlabdában | A 2011. évi nyári európai ifjúsági olimpiai fesztivál érmesei női kosárlabdában | A 2011. évi nyári európai ifjúsági olimpiai fesztivál érmesei női kosárlabdában | A 2011. évi nyári európai ifjúsági olimpiai fesztivál érmesei női kosárlabdában |
| ------------------------------------------------------------------------------- | ------------------------------------------------------------------------------- | ------------------------------------------------------------------------------- | ------------------------------------------------------------------------------- |
| Arany                                                                           | Ezüst                                                                           | Bronz                                                                           |                                                                                 |
| Belgium                                                                         | Franciaország                                                                   | Oroszország                                                                     |                                                                                 |